# Andrea Toniatti
Andrea Toniatti (Rovereto, 13 augustus 1992) is een Italiaans wielrenner die anno 2017 rijdt voor Team Colpack, dat hem in 2016 overnam van Zalf Euromobil.

## Carrière
Als junior won Toniatti in 2009 de tweede etappe van de Tre Ciclistica Besciana. Later dat jaar werd hij zevende in de Trofeo Beato Bernardo.
In 2013 won Toniatti de derde etappe in de Ronde van de Aostavallei, waar hij Mikel Iturria versloeg in een sprint-à-deux. Twee maanden later won hij de Ruota d'Oro door Luca Chirico en Valerio Conti achter zich te laten. In 2017 won Toniatti, in dienst van Team Colpack, de GP Laguna Poreč en volgde zo Filippo Ganna op op de erelijst. Nadat hij in juni de Trofeo Alcide Degasperi had gewonnen en zevende was geworden in de Grote Prijs van de stad Brescia mocht hij vanaf eind juli stage lopen bij Bahrain-Merida.

## Overwinningen
2009
2e etappe Tre Ciclistica Bresciana
2013
3e etappe Ronde van de Aostavallei
Ruota d'Oro
2017
GP Laguna Poreč
Trofeo Alcide Degasperi
Ronde van Biella

## Ploegen
- 2017 –  Bahrain-Merida (stagiair vanaf 28-7)

Agnoli · Arashiro · Boaro · Bole · Bonifazio · Božič · Brajkovič · Cink · Colbrelli · Feng · García · Gasparotto · Grmay · Haussler · Insausti · Izagirre · Moreno · Navardauskas · A. Nibali · V. Nibali · Novak · Pellizotti · Per · Pibernik · Siwtsow · Visconti · Wang · Garosio (stagiair) · Padoen (stagiair) · Toniatti (stagiair)